# Bertrand Pelletier
Pour les articles homonymes, voir Pelletier.
Bertrand Pelletier, né à Bayonne le 31 juillet 1761 et mort à Paris le 21 juillet 1797, est un pharmacien et chimiste français.
Il réalise de nombreuses études en métallurgie et chimie, notamment sur le phosphore, la strontiane et le molybdène. Il devient membre de l'Académie des sciences en 1792.

## Biographie
Bertrand Pelletier est le père du chimiste Pierre Joseph Pelletier. Son père, Bertrand Pelletier (1729-1784) est pharmacien lui aussi, qui reprit en 1784 la pharmacie parisienne désormais à son nom de la rue Jacob (aujourd'hui au n° 48).

## Œuvres
- Mémoires et Observations de Chimie (posthume)